# دميان تريفكوفيتش
دميان تريفكوفيتش (بالسلوفينية: Damjan Trifković)‏ هو لاعب كرة قدم سلوفيني في مركز الوسط، ولد في 22 يوليو 1987 في فيلينيه في سلوفينيا. شارك مع منتخب سلوفينيا تحت 21 سنة لكرة القدم. أما مع النوادي، فقد لعب مع نادي أولمبيا ليوبليانا ونادي رودار فيلينيه.

## وصلات خارجية
- دميان تريفكوفيتش على موقع قاعدة بيانات كرة القدم.إي يو (الإنجليزية)
- دميان تريفكوفيتش على موقع Soccerway.com (الإنجليزية)
- دميان تريفكوفيتش على موقع عالم كرة القدم.نت (الإنجليزية)